# 허파동맥
허파동맥 또는 폐동맥(pulmonary artery)은 심장 오른쪽의 산소 농도가 낮은 혈액을 허파로 운반하는 허파순환의 동맥이다. 가장 큰 허파동맥은 허파동맥줄기, 폐동맥간(pulmonary trunk) 또는 주폐동맥(main pulmonary artery)이라고 불린다. 가장 작은 허파동맥은 세동맥으로, 폐포를 둘러싸고 있는 모세혈관으로 이어진다.

## 구조
허파동맥은 심장의 오른쪽으로 돌아온 온몸순환의 혈액을 허파의 모세혈관으로 보내는 혈관이다. 다른 기관으로 가는 동맥들은 산소가 풍부한 혈액을 공급하는 역할을 하지만, 허파동맥을 통해서는 심장으로 돌아온 산소가 부족한 정맥혈이 운반된다. 허파동맥줄기는 심장의 오른쪽에서 시작하여 여러 작은 동맥들로 나눠지고, 최종적으로는 세동맥까지 작아져 기체 교환이 일어나는 허파의 모세혈관이 된다.

### 허파동맥줄기

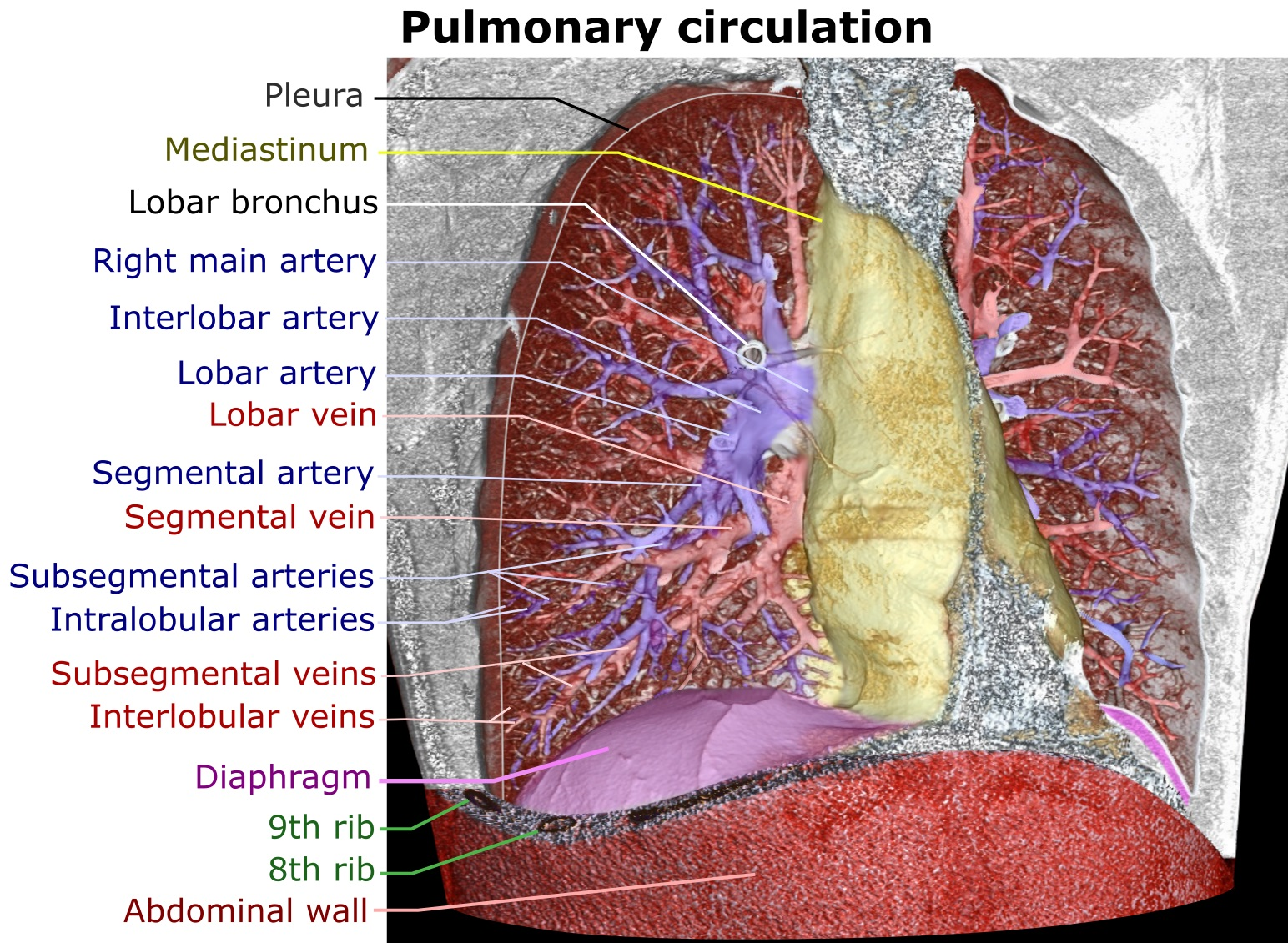
가슴의 고해상도 컴퓨터단층촬영(HRCT) 볼륨 렌더링 사진. 앞쪽 가슴벽, 기도, 허파뿌리 앞쪽의 허파혈관들은 허파순환을 더 잘 보여주기 위해 사진에서 제거되었다.

허파동맥은 허파동맥줄기로서 섬유심장막(우심실의 심실유출로, 또는 동맥원뿔의 심장막)에서 시작된다. 심실유출로는 허파동맥판 뒤쪽에서 왼쪽과 위쪽으로 주행한다. 허파동맥은 이후 대동맥활 아래, 왼쪽 주기관지 앞에서 오른쪽과 왼쪽 허파동맥으로 갈라진다. 허파동맥줄기는 짧고 넓은데 그 길이는 대략 5cm, 직경은 약 2-3cm이다.
허파동맥줄기는 오른쪽과 왼쪽 허파동맥으로 갈라진다. 왼쪽이 오른쪽보다 길이가 짧으며, 왼허파동맥은 내림대동맥 뒤쪽, 왼쪽 주기관지에서 아래로 주행하여 왼쪽 허파뿌리로 들어간다. 몸의 위쪽에서 왼허파동맥은 몸쪽 내림대동맥과 동맥관인대를 통해 연결되어 있다. 오른허파동맥은 기관갈림 아래에서 몸의 정중선을 가로질러 주행하여 오른쪽 주기관지 앞에 이른다.

### 가지

먼쪽 끝에서 허파동맥(아래에 표시)은 폐포에 이르면 모세혈관이 된다.

왼허파동맥은 두 개의 엽동맥으로 나누어져 왼쪽 허파의 두 엽에 하나씩 분포한다.
오른쪽 허파뿌리에서는 오른허파동맥이 오른위엽기관지 앞에 위치하는 위엽가지와, 중간기관지와 함께 주행하며 오른중간엽과 오른아래엽에 혈액을 공급하는 엽사이동맥으로 갈라진다.
양쪽 허파동맥은 각각에 대응하는 허파의 엽에 혈액을 공급하는 가지를 낸다. 이 가지들은 엽동맥(lobar arteries)이라고 한다. 엽동맥은 분절동맥(segmental arteries, 대략 각 구역당 1개가 존재)으로 다시 갈라진다. 분절동맥은 기관지의 뒤가쪽 표면에서 분절기관지와 함께 주행한다. 분절동맥은 세분절동맥(subsegmental pulmonary arteries)으로 갈라진다. 최종적으로는 소엽속동맥(intralobular arteries)이 형성되며 끝난다. 허파동맥은 폐포에 혈액을 공급한다. 대조적으로 기관지동맥은 시작 지점이 다르며 허파의 기관지에 혈액을 공급한다.

## 발생
허파동맥은 동맥줄기와 여섯째 인두굽이에서 발생한다. 동맥줄기는 심장 발생 중 동맥원뿔 이전에 형성되는 구조물이다.:157
발생 3주에는 심장속막대롱이 심장에 가장 가까운 부분에서 팽대된 부분을 만든다. 팽대된 부분은 심장팽대라고 하며 심장팽대의 위쪽 부분이 동맥줄기로 발달한다.:159–160 동맥줄기의 기원은 궁극적으로 중배엽이다.:157 심장 발생 중에 심장 조직은 접히면서 동맥줄기가 드러나 최종적으로는 좌심실과 우심실로 발달한다. 두 심실 사이에서 심실사이막이 발달하며 동맥줄기 양쪽에서 두 개의 팽대 부분이 형성된다. 동맥줄기가 대동맥과 허파동맥으로 갈라지기 전까지 팽대는 계속해서 커진다.:176–179
초기 발생 중 동맥관이 허파동맥과 대동맥활을 연결하여 혈액이 허파를 우회하여 순환할 수 있도록 한다.:791

## 기능
허파동맥은 우심실에서 허파로 산소가 부족한 혈액을 운반한다. 이 혈액은 폐포에 인접한 모세혈관을 따라 흘러가 호흡을 통해 산소가 채워진다.
허파동맥과 대조적으로 기관지동맥은 허파 자체에 영양을 공급한다.:790

### 허파동맥압
허파동맥압 또는 폐동맥압(pulmonary artery pressure, PA pressure)은 허파동맥줄기에서 측정된 혈압이다. 혈압 측정은 허파동맥줄기로 카테터를 삽입하여 이루어진다. :190–191 평균 압력은 일반적으로 9-18mmHg이다. 또한 좌심방에서 측정되는 허파동맥쐐기압은 6-12mmHg로 측정된다. 좌심실부전,:190–191 승모판 협착, 그 외 겸상 적혈구 빈혈 등 다른 질병이 있을 때 허파동맥쐐기압이 상승할 수 있다.

## 임상적 중요성
허파동맥은 여러 임상적 상태와 연관되어 있다. 폐고혈압은 허파동맥의 압력이 증가한 상태를 가리키며, 평균 허파동맥압이 25mmHg보다 큰 경우로 정의된다.:720 CT 스캔 등을 통해 측정했을 때 허파동맥의 직경이 29mm 이상인 경우에도 폐고혈압의 기준값으로 사용될 수 있다. 흉부 X선에서 내림 허파동맥 직경이 16mm 이상인 경우에도 폐고혈압을 시사한다. 폐고혈압은 심부전과 같은 심장의 문제나 COPD 같은 기도와 허파의 질환, 피부경화증, 폐색전증이나 겸상 적혈구 빈혈로 인한 혈전 등의 혈전증의 결과로 나타날 수 있다.:720–721
폐색전증은 색전이 허파순환에 박힌 색전증을 말한다. 특히 오랫동안 움직이지 못하는 상태가 지속된 이후, 심부정맥 혈전증으로 인해 발생할 수 있다. 폐색전증은 암과 뇌졸중 환자에서 흔한 사망의 원인이다.:720–721 허파동맥이 오른허파동맥과 왼허파동맥으로 갈라지는 지점에 큰 색전이 박히는 것을 안장 색전(saddle embolus)이라고 한다.
허파동맥과 관련된 다양한 병리를 조사하기 위해 여러 동물 모델이 활용되었다. 허파동맥의 돼지 모델이 가장 자주 사용된다.

## 추가 이미지

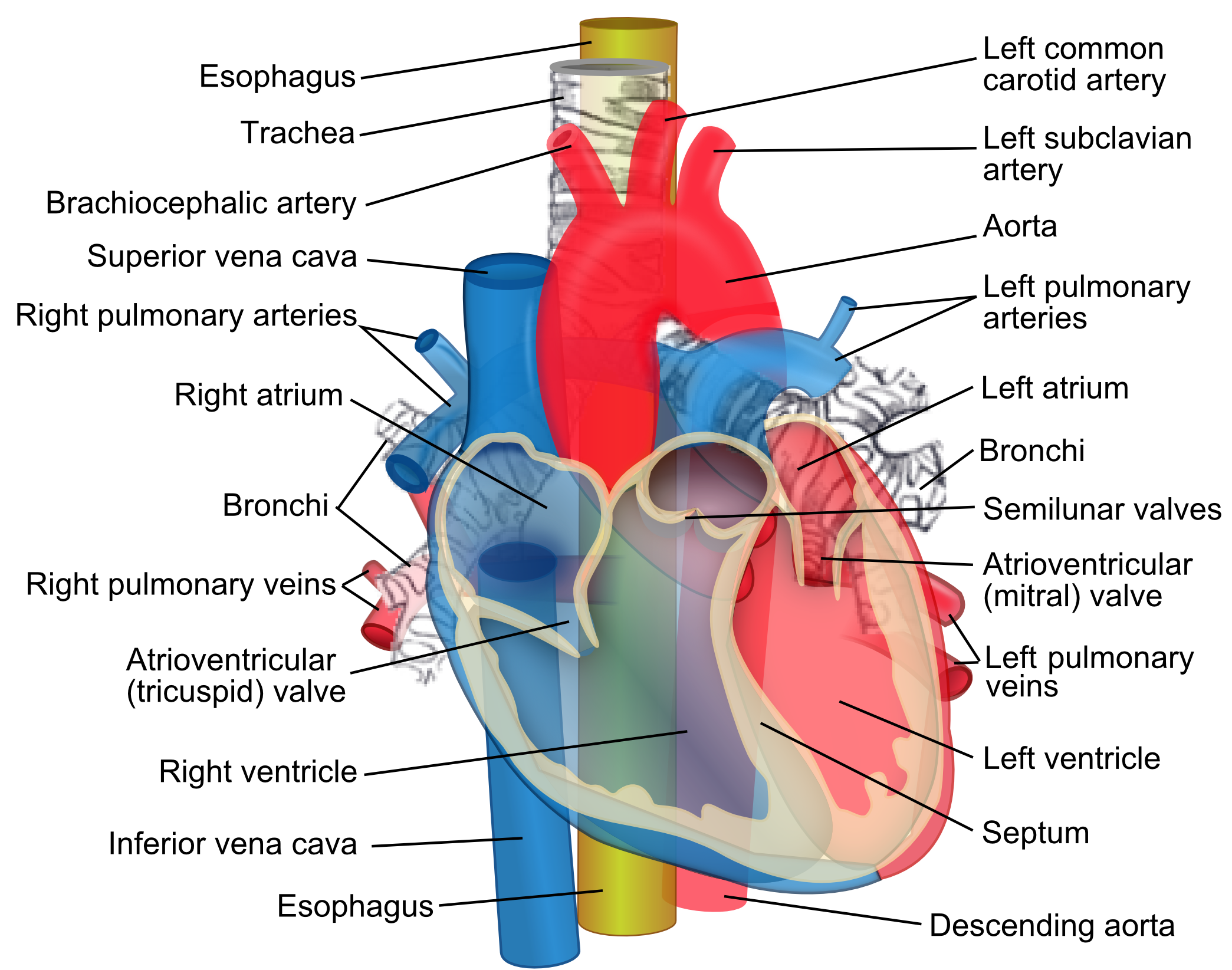
대동맥뿌리와 가관의 배쪽을 주행하는 허파동맥줄기와 오름대동맥의 등쪽으로 주행하는 오른허파동맥, 내림대동맥의 배쪽을 주행하는 왼허파동맥을 보여준다.
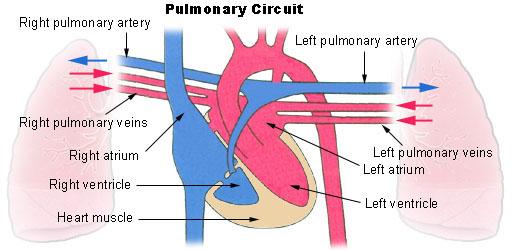
허파순환.
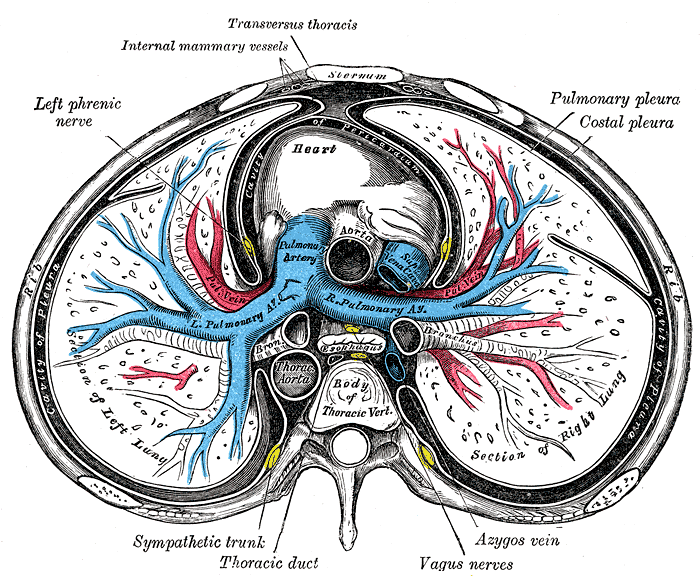
가슴의 가로 단면. 허파동맥의 위치 관계를 보여준다.
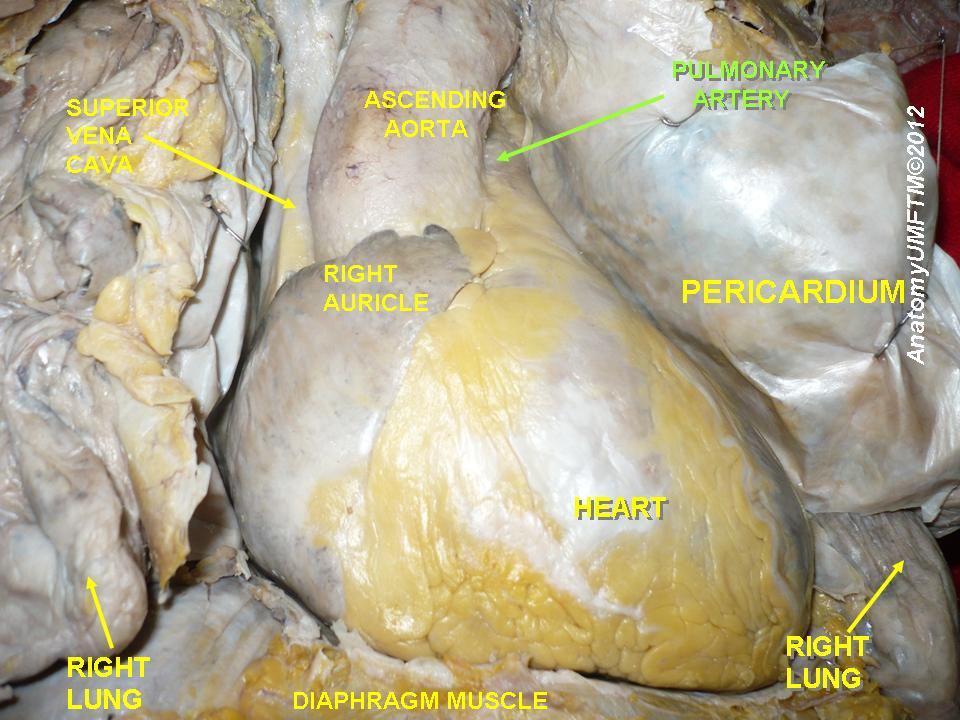
허파동맥.
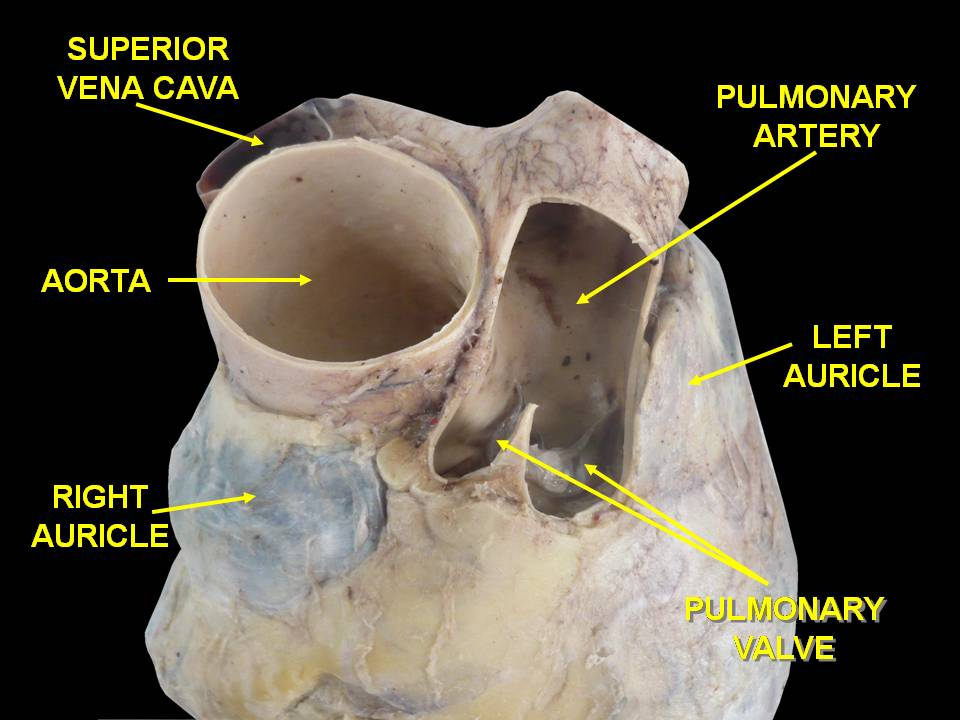
허파동맥. 깊은 곳 해부, 앞쪽에서 본 사진.
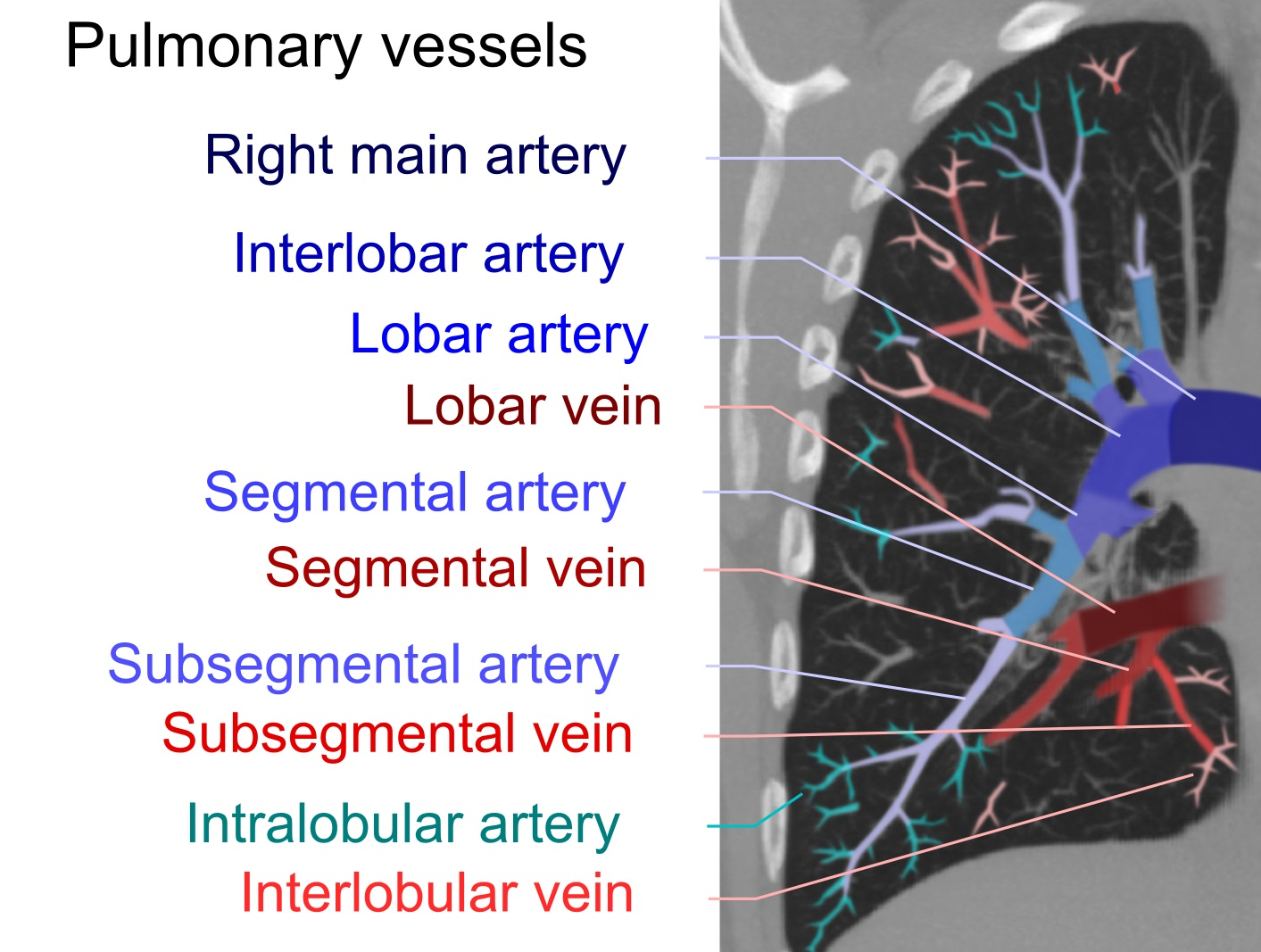
정상 허파의 CT 스캔. 각기 다른 수준의 허파동맥을 나타내었다.
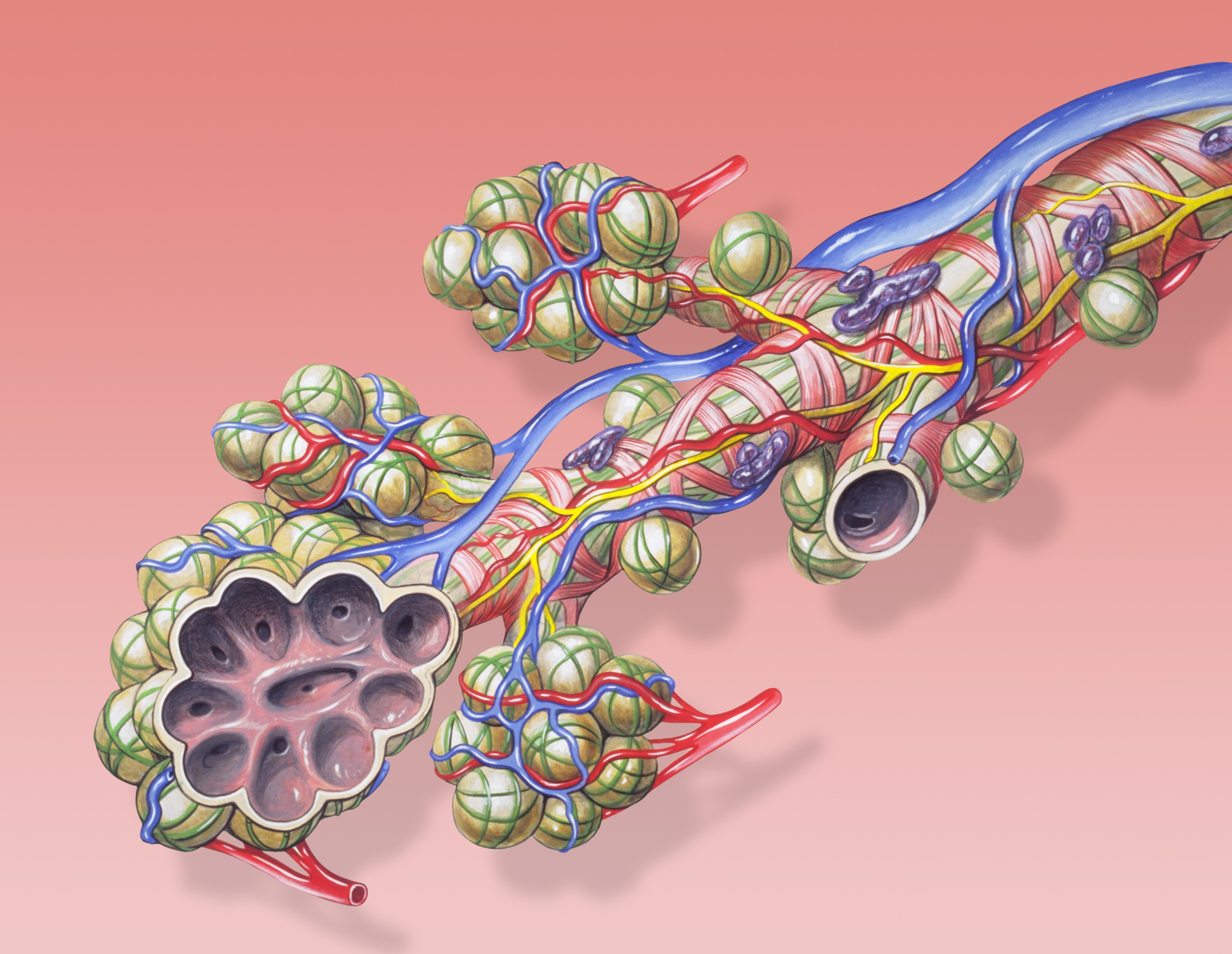
기관지 해부학.

## 같이 보기
- 폐정맥
- 폐순환
- 기관지동맥
- 위팔동맥
- 왼위정맥